# Liste des évêques et archevêques de Marseille
Pour un article plus général, voir Archidiocèse de Marseille.
Liste des évêques, puis archevêques de Marseille.

## Liste des évêques et archevêques

### IVesiècle
- Oresius, premier évêque de Marseille, connu en 314[1]
- Proculus, v. 381 - 428

### Vesiècle
- Venerius, v. 428 - 451
- Eustasius / Eustache, v. 452
- Græcus, v. 472
- Cannat, v. 486
- Honoré, v. 492
- Gennade ?, v. 499

### VIesiècle
- Dalmatius, v. 514
- Auxanius ? Eucherius ? en 533[2]

- Théodore (Theodorus), en 566-591

Probablement nommé par Sigebert. Il apparait en désaccord fréquent avec Gontran, qui le fait prisonnier à plusieurs reprises.
- Serenus, 596 - 601

Célèbre pour avoir détruit les images des saints dans toutes les églises de son diocèse. Il est connu seulement par des lettres du pape Grégoire le Grand. La tradition date son décès à 601, mais ce n'est pas certain.

### VIIe siècle
L'étude des évêques du VIIe siècle est difficile puisque nous n'avons de certitude que pour un seul d'entre eux, présent au concile de Paris en 614.
614 : Petrus (Peter)
C'est le seul évêque dont nous soyons sûr de l'existence au VIIe siècle. Mentionné au concile de Paris de 614, Peter est pour Jean-Pierre Poly une abréviation de Petrus ou Petreius, ce qui est pour Marc Bouiron probable.
v. 650-660 : Venator
675-680 ? : Babon (Babo)
Marc Bouiron pense que c'est le frère de sainte Sigolène.
v. 680-v. 700? : Godabertus

### VIIIe siècle -IXesiècle
Nous ne connaissons pas avant 780 de nom d'évêque pour le VIIIe siècle.
779-780 : Mauront (Maurontus)
Obtient de l'empereur la restitution des biens de l'Église.
786 : Ivo 
Mentionné dans un acte conservé par le cartulaire de Saint-Victor. Sa datation traditionnelle (781) a été rectifiée par Jean-Pierre Poly à l'année 786.
813-822? : Wadalde (Wadaldus)
Connu par les descriptions faites de l'église en 813/814 et 818. La restitution des biens de l'Église a sans doute été effectuée par ses prédécesseurs.
822-835 : Théodebert ou Thibert (Theodebertus)
Connu à partir du 1er novembre 822 dans une confirmation des privilèges accordés à Saint-Victor et remontant à Charlemagne. Il est déjà cité comme archidiacre en 817/818.
843/844 : Albuin (Albuinus)
Obtient la restitution du tonlieu de Legunio qui avait été confisqué par le comte Leibulf. C'est la seule mention de lui. Marc Bouiron pense qu'il est mort (ou parti) avant 850.
v. 850 : vacance ?
878-879 : Léodoin (Leoduinus)
v. 882 : vacance ?
884-886 : Bérenger (Berengarius)
Un évêque nommé Adalung (Adalungus) est également cité, mais nous ne connaissons rien de lui.

### Xe siècle
v. 904 : vacance ?
923/924 : Dragon (Drogo)
Peut-être d'une famille carolingien. Mis en place par Manassès, archevêque d'Arles et neveu d'Hugues d'Arles.
948-977 : Honorat (Honoratus)

### XIesiècle- aujourd'hui
| Période     | Nom                                                                  |
| ----------- | -------------------------------------------------------------------- |
| 977 - 1008  | Pons Ier de Marseille                                                |
| 1008 - 1073 | Pons II de Marseille                                                 |
| 1073 - 1122 | Raimond Ier                                                          |
| 1122 - 1151 | Raimond II de Soliers                                                |
| 1151 - 1170 | Pierre Ier                                                           |
| 1170 - 1188 | Fouques de Thorame                                                   |
| 1188 - 1214 | Rainier                                                              |
| 1217 - 1229 | Pierre de Montlaur                                                   |
| 1229 - 1267 | Benoît d'Alignan                                                     |
| 1267 - 1288 | Raimond de Nîmes                                                     |
| 1289 - 1312 | Durand de Trésémines                                                 |
| 1313 - 1319 | Raimond Robaudi                                                      |
| 1319 - 1323 | Gasbert de Valle (ou de La Val)                                      |
| 1323 - 1333 | Aymard Amiel                                                         |
| 1334 - 1335 | Jean Artaud                                                          |
| 1335 - 1344 | Jean Gasc (ou Gasqui)                                                |
| 1344 - 1359 | Robert de Mandagout                                                  |
| 1359 - 1361 | Hugues d'Harpagon                                                    |
| 1361        | Pierre Fabri                                                         |
| 1361 - 1366 | Guillaume Sudre                                                      |
| 1366 - 1368 | Philippe de Cabassolle                                               |
| 1368 - 1379 | Guillaume de La Voute                                                |
| 1379 - 1395 | Aymar de La Voute                                                    |
| 1397 - 1418 | Benoît II                                                            |
| 1418 - 1420 | Paul de Sade                                                         |
| 1420 - 1421 | Avignon Nicolaï                                                      |
| 1433        | André Boutaric                                                       |
| 1433 - 1445 | Barthélémy Rocalli                                                   |
| 1445        | Louis de Glandevès                                                   |
| 1445 - 1466 | Nicola de Brancas                                                    |
| 1466 - 1496 | Jean Alardeau                                                        |
| 1496 - 1506 | Ogier d'Anglure                                                      |
| 1506        | Pierre Baudonis                                                      |
| 1506 - 1509 | Antoine Dufour                                                       |
| 1511 - 1517 | Claude de Seyssel                                                    |
| 1517 - 1530 | Innocent Cibo                                                        |
| 1530 - 1550 | Jean-Baptiste Cibo                                                   |
| 1550 - 1556 | Cristoforo Guidalotti Ciocchi del Monte                              |
| 1556 - 1572 | Pierre Ragueneau                                                     |
| 1572 - 1603 | Frédéric Ragueneau, anti-ligueur notoire, assassiné en décembre 1603 |
| 1605 - 1618 | Jacques Turricella, prélat d'origine italienne, empoisonné en 1618   |
| 1619 - 1621 | Arthur d'Épinay de Saint-Luc                                         |
| 1621        | Nicolas Coëffeteau                                                   |
| 1624 - 1639 | François de Loménie                                                  |
| 1639 - 1640 | Eustache Gault                                                       |
| 1640 - 1643 | Jean-Baptiste Gault                                                  |
| 1644 - 1668 | Étienne de Puget                                                     |
| 1668 - 1679 | Toussaint de Forbin-Janson                                           |
| 1682 - 1684 | Jean-Baptiste d'Étampes                                              |
| 1692 - 1708 | Charles Gaspard Guillaume de Vintimille du Luc                       |
| 1708 - 1709 | Bernard de Poudenx                                                   |
| 1710 - 1755 | François-Xavier de Belsunce de Castelmoron                           |
| 1755 - 1801 | Jean Baptiste de Belloy                                              |
| 1791 - 1801 | Diocèse constitutionnel des Bouches-du-Rhône, avec siège à Aix       |
| 1801 - 1823 | rattachement au diocèse d'Aix-en-Provence                            |
| 1823 - 1837 | Fortuné de Mazenod                                                   |
| 1837 - 1861 | Eugène de Mazenod                                                    |
| 1861 - 1865 | Patrice Cruice                                                       |
| 1866 - 1878 | Charles-Philippe Place                                               |
| 1878 - 1900 | Louis Robert                                                         |
| 1901 - 1909 | Pierre Paulin Andrieu                                                |
| 1909 - 1923 | Joseph Antoine Fabre                                                 |
| 1923 - 1928 | Daniel Champavier                                                    |
| 1929 - 1936 | Maurice-Louis Dubourg                                                |
| 1937 - 1956 | Jean Delay                                                           |

### Archevêques de Marseille
| Nom                 | Portrait | Armoiries | Date de début     | Date de fin       | Notes                                 |
| ------------------- | -------- | --------- | ----------------- | ----------------- | ------------------------------------- |
| Marc-Armand Lallier |          |           | 28 septembre 1956 | 26 août 1966      | Il sera nommé archevêque de Besançon. |
| Georges Jacquot     |          |           | 1er novembre 1966 | 25 septembre 1970 |                                       |
| Roger Etchegaray    |          |           | 22 décembre 1970  | 13 avril 1985     |                                       |
| Robert Coffy        |          |           | 13 avril 1985     | 22 avril 1995     |                                       |
| Bernard Panafieu    |          |           | 22 avril 1995     | 12 mai 2006       |                                       |
| Georges Pontier     |          |           | 12 mai 2006       | 8 août 2019       |                                       |
| Jean-Marc Aveline   |          |           | 8 août 2019       |                   |                                       |

## Diocèse
Après avoir dépendu d'Aix, le diocèse a été érigé en archidiocèse dépendant directement de Rome, avant de devenir en 2002 la métropole de la province comprenant les diocèses suivants:
- Archidiocèse de Marseille (archidiocèse métropolitain)
- Archidiocèse d'Aix-en-Provence et Arles
- Archidiocèse d'Avignon
- Diocèse de Gap
- Diocèse d'Ajaccio
- Diocèse de Digne
- Diocèse de Nice
- Diocèse de Fréjus-Toulon